# MTV Asia Awards 2002
Die MTV Asia Awards 2002 war die erste Verleihung der MTV Asia Awards, vergeben von MTV Asia. Sie waren als Äquivalent zu den MTV Europe Music Awards geplant. Der ersten Verleihung folgten fünf weitere, bis das Format 2008 eingestellt wurde.
Die Verleihung fand am 2. Februar 2002 im Singapore Indoor Stadium in Singapur statt. Die Moderation übernahmen Mandy Moore und Ronan Keating.
Insgesamt wurden 20 Awards vergeben, die in asiatische und internationale Kategorien unterteilt waren. Die Nominierungen erfolgten über eine Jury bestehend aus wichtigen Mitgliedern der asiatischen Musik-, Film und Modeindustrie. Die Gewinner wurden per Zuschauervotum ermittelt.
Live traten unter anderem Westlife, Pink, P.O.D., Enrique Iglesias und Ayumi Hamasaki auf.

## Gewinner und Nominierte
Die Sieger sind vorangestellt und fett markiert.

### Internationale Kategorien

#### Favorite Pop Act
Westlife
- Backstreet Boys
- Destiny's Child
- M2M
- NSYNC

#### Favorite Rock Act
Bon Jovi
- Coldplay
- Limp Bizkit
- Linkin Park
- U2

#### Favorite Video
- Backstreet Boys – The Call
- Christina Aguilera, Lil’ Kim, Mýa & Pink – Lady Marmalade
- Fatboy Slim – Weapon of Choice
- Gorillaz – 19-2000
- NSYNC – Pop

### Favorite Female Artist
Britney Spears
- Christina Aguilera
- Jennifer Lopez
- Madonna
- Mariah Carey

### Favorite Male Artist
Ricky Martin
- Eminem
- Robbie Williams
- Ronan Keating
- Shaggy

#### Favorite Breakthrough Artist
Linkin Park
- Alicia Keys
- Coldplay
- Gorillaz
- Nelly Furtado

#### Favorite Movie
- Tiger and Dragon (Crouching Tiger, Hidden Dragon)
- 3 Engel für Charlie (Charlie's Angels)
- Pearl Harbor
- Rush Hour 2
- Shrek – Der tollkühne Held (Shrek)
- Die Mumie kehrt zurück (The Mummy Returns)

#### Favorite Fashion Designer
Donatella Versace
- John Galliano
- Marc Jacobs
- Miu Miu
- Stella McCartney
- Tom Ford

### Regionale Kategorien

#### Favorite Artist Mainland China
Na Ying
- Han Hong
- Sun Nan
- Ye Pei
- Yu Quan

#### Favorite Artist Hong Kong
Sammi Cheng
- Andy Lau
- Jacky Cheung
- Kelly Chen
- Nicholas Tse

#### Favorite Artists India
Shaan
- Falguni Pathak
- Lucky Ali
- Mehnaz Hoosein
- Sagarika

#### Favorite Artist Indonesia
Padi
- Dewa
- Jamrud
- Krisdayanti
- Sheila on 7

#### Favorite Artist Korea
Kangta
- Fin.K.L
- g.o.d
- Shinhwa
- Yoo Seung-jun

#### Favorite Artist Malaysia
Siti Nurhaliza
- S. M. Salim
- M. Nasir
- Too Phat
- Ziana Zain

#### Favorite Artist Philippines
Regine Velasquez
- Freestyle
- Gary Valenciano
- Lea Salonga
- Martin Nievera

#### Favorite Artist Singapore
Stefanie Sun
- Dreamz FM
- Kit Chan
- Stella Ng
- Tanya Chua

#### Favorite Artist Thailand
Pru
- Dome
- Marsha
- Tata Young
- Thongchai McIntyre

#### Favorite Artist Taiwan
A-mei
- Elva Hsiao
- Jay Chou
- Mayday
- Wu Bai

### Spezialkategorien

#### The Inspiration Award
Jackie Chan

#### Most Influental Artist Award
Ayumi Hamasaki